# Kynžvart (hrad)
Kynžvart je zřícenina hradu na okraji Slavkovského lesa v okrese Cheb v Karlovarském kraji. Nachází se na Zámeckém vrchu (asi 1 km severovýchodně od městské zástavby Lázní Kynžvart. Zřícenina patří k nejvýše položeným hradům v Česku – stojí v nadmořské výšce 824 metrů. Od roku 1963 je ruina hradu chráněna jako kulturní památka České republiky.

## Historie
Hrad byl založen jako královský strážní bod a odtud původní název Kunigeswart. Střežil tehdejší zemskou hranici a zároveň Norimberskou cestu v úseku mezi Plzní a Chebem. K založení došlo patrně krátce po roce 1242, kdy byl zdejší pomezní hvozd smlouvou z Chebu natrvalo připojen k českému království. Zakladatelem tak pravděpodobně byl král Václav I.  Přesné určení letopočtu založení hradu je však zpochybňováno. Někteří historikové se domnívají, že to bylo ještě před rokem 1245. Je tedy možné, že hrad nechal postavit král Václav I. a hrad byl dokončen Přemyslem Otakarem II., připouští se však i možnost, že hrad, spíše dřevěná tvrz byla založena šlechtickým či církevním majitelem již dříve a panovníkem byl hrad zabrán a dostavěn a přešel do šlechtických rukou. Hrad mohl být založen ještě před vznikem kláštera Waldsassen (rok 1136) a klášterem Teplá (rok 1193). V listinách z let 1289 a 1310 se opakuje jméno feudála jménem Tuto de Kunigeswart (z Kynžvartu, původně z Hartenberka). Roku 1266 ovládl Chebsko Přemysl Otakar II., které později opět přešlo k německému státu (v letech 1275–1290 a 1307–1322). Teprve ústavní listinou císaře Ludvíka Bavorského ze dne 4. 10. 1322 se trvale vrátilo k Čechám. Právě v období mezi roky 1197–1322 bylo na zemské hranici rušno a až do připojení Chebska byla v blízkosti kynžvartského hradu celnice.
První písemná zmínka pochází z roku 1287, kdy za vlády Václava II. je hrad uváděn v držení štaufského ministeriálního rodu Hartenberků (z Hartenbergu). Ovšem přestavbu či dostavbu do kamenné podoby dokončil Tuto, ještě za vlády Přemysla Otakara II. Bratři Tuto, Engelhart a Albert z Kynžvartu patřili mezi přívržence císaře Ludvíka Bavora, kteří najímali žoldnéře k přepadávání chebských kupců a měšťanů. Proto nechal pozdější císař Karel IV. na hrad v červenci 1347 poslat trestnou výpravu, před níž bratři uprchli do Bavorska, a hrad byl pobořen. Jeho obnovu Karel IV. zakázal. Když se Karel IV. stal po smrti Ludvíka Bavora císařem, připojili se Albrecht a Engelhart z Kynžvartu ke Karlu IV. Od císaře dostali zpět hrad, ovšem jen jako královské léno. Bylo jim zakázáno obnovit hrad a usídlit se na něm. Proto si jako náhradu za hrad postavili hrad Boršegrýn a někdy okolo roku 1360 přenechali své majetky Nothaftům. Jiné zdroje uvádí, že se na opuštěném hradu usadili loupeživí rytíři a na žádost chebských konšelů nařídil v roce 1347 Karel IV., aby byl hrad rozbořen a následně jej vypálili žoldnéři ve službách Chebu.
Od Nothaftů odkoupil hrad Kynžvart v roce 1373 Boreš z Rýzmburka. Borešův syn prodal panství v roce 1392 Zikmundu Hulerovi, který jej v roce 1395 vyměnil s Hynčíkem Pluhem z Rabštejna za Orlík. Ten získal v roce 1398 od Václava IV. povolení k obnově hradu. Obnovený hrad však zřejmě v roce 1400 prodal lankraběti Janovi I. z Leuchtenberka, od nějž jej v roce 1402 koupil Jindřich I. z Plavna. Jeho potomci hrad drželi až do roku 1491.
Od konce 15. a 16. století hrad vlastnila řada majitelů, k nimž patřili např. Gutštejnové, král Vladislav Jagellonský a Pluhové z Rabštejna. V roce 1583 získali panství Kynžvart i s hradem Cedvicové. Ti však již hrad nevyužívali k bydlení.
V roce 1623 se hrad i s okolním panstvím stal majetkem rodu Metternichů. Na konci třicetileté války byl v roce 1647 obléhán a dobyt jak Švédy, tak císařským vojskem a následně rozbořen. V průběhu 400 let vlastnilo hrad postupně jedenáct významných šlechtických rodů. Část rozbořeného zdiva byla v 80. letech 17. století použita na stavbu zámku Kynžvart. Hrad poté již nebyl obnoven. Největší pohroma přišla později po velkém požáru v Kynžvartu. Obyvatelé si začali stavět své domy už nikoliv ze dřeva, ale z kamene. Ten si obstarávali tak, že podkopávali zbytky hradních zdí a kámen sám padal s kopce na louku pod hradem. Při přestavbě domu New York, realizované v roce 1770, použil jeho majitel některé kamenné prvky, například krakorce ze zaniklého hradu.

## Stavební podoba
Původní stavba hradu představovala nejspíše jednodílná stavba lichoběžného nebo oválného půdorysu v rozsahu dnešního jádra. To bylo opevněno mohutným valem a příkopem. S první fází je možné spojovat hlavní hradbu a možná, dnes zcela zaniklá stavba dvouprostorové čtverhranné věže paláce. Jde o modifikaci bergfritového typu hradu. Při přestavbě se k jádru připojilo předhradí, které bylo od samotného jádra odděleno širokým, ve skále vytesaným příkopem. Jádro bylo postupně opevňováno. Vnitřní hrad je opevněn dvojitou parkánovou hradbou. Vstup do jádra vlastního hradu vedl přes dva padací mosty k bráně, která zaujímala přízemí čtverhranné nárožní bašty v parkánové zdi. Vedle vstupu v severozápadním nároží stála půlválcová věž, podobná bergfritu. Lišila se tím, jak se zapojila do opevňovací soustavy. Jednalo se spíše o baštu, než o bergfrit. Ten byl totiž většinou umisťován volně za hradbu nebo v linii opevnění. Poté, co dostal Hynčík Pluh povolení k obnovení zbořeného hradu, bylo k hradu připojeno opevněné předhradí. Předhradí bylo vystavěné zřejmě při obnově hradu kolem roku 1398–1400 a bylo postupně upravováno a dostavováno. Předhradí bylo opevněno parkánem a na západní straně dvěma mohutnými příkopy a valy, z nichž vnější chránil i severní vstupní stranu. Vchod v parkánové zdi chránila z boku vysoká hranolová věž. Vlastní hrad měl obvodové stěny vysoké asi 9 metrů a jejich koruna byla osazena dřevěným podsebitím.
Dispozice hradu je trojdílná. Strážnímu hradu přísluší patrně pouze vnitřní jádro a v něm hlavní hradba a minimálně část dvojtraktového paláce. Hrad mohl nejspíše příslušet typu s plášťovou hradbou. Těsně před rokem 1400 bylo jádro přestavěno, vznikla zde parkánová hradba a neobvyklá věž v nároží. Téhož stáří je zřejmě i druhé předhradí, k němuž bylo následně připojeno první. Nejmladší patrné objekty představují palebná postavení z třicetileté války ve vnějších valech. Tvoří je vnější parkánová hradba předhradí na východní a západní straně, pozůstatky hranolové věže v čele předhradí na severu, relikty brány vedoucí do vlastního jádra s věží v severozápadním nároží jádra. Další objekty tvoří stěny dvouprostorového paláce jádra v jihovýchodním nároží a relikty vnitřní zdi jádra hradu v jihozápadní části hradu.

## Současný stav
Z hradu jsou dnes patrny poměrně rozsáhlé zbytky zdiva. Nejlépe zachovanou částí jádra hradu je velká nárožní bašta, která je však velmi poškozená vypadáváním zdiva. Dochovalo se i torzo paláce a v předhradí úseky obvodových zdí a spodní část čelní čtverhranné věže. Stopy ostatní zástavby lze nalézt jen v terénních reliktech. Celkově je podle stavu památky objekt hodnocen jako zanikající. Na hrad vede z Lázní Kynžvart „Pohádková cesta na hrad Kynžvart“, otevřená v roce 2017.

## Fotogalerie

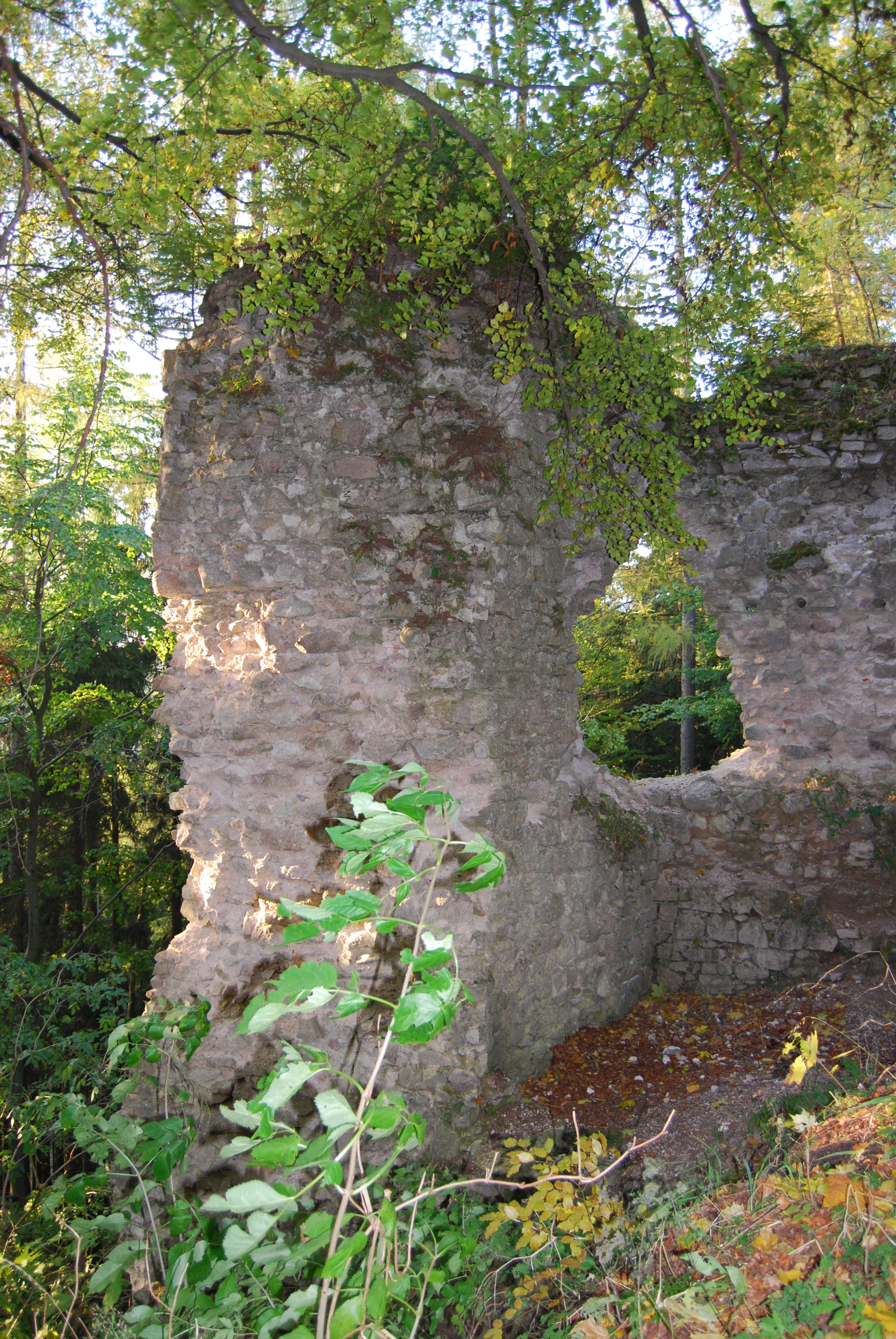
Část hradní stěny
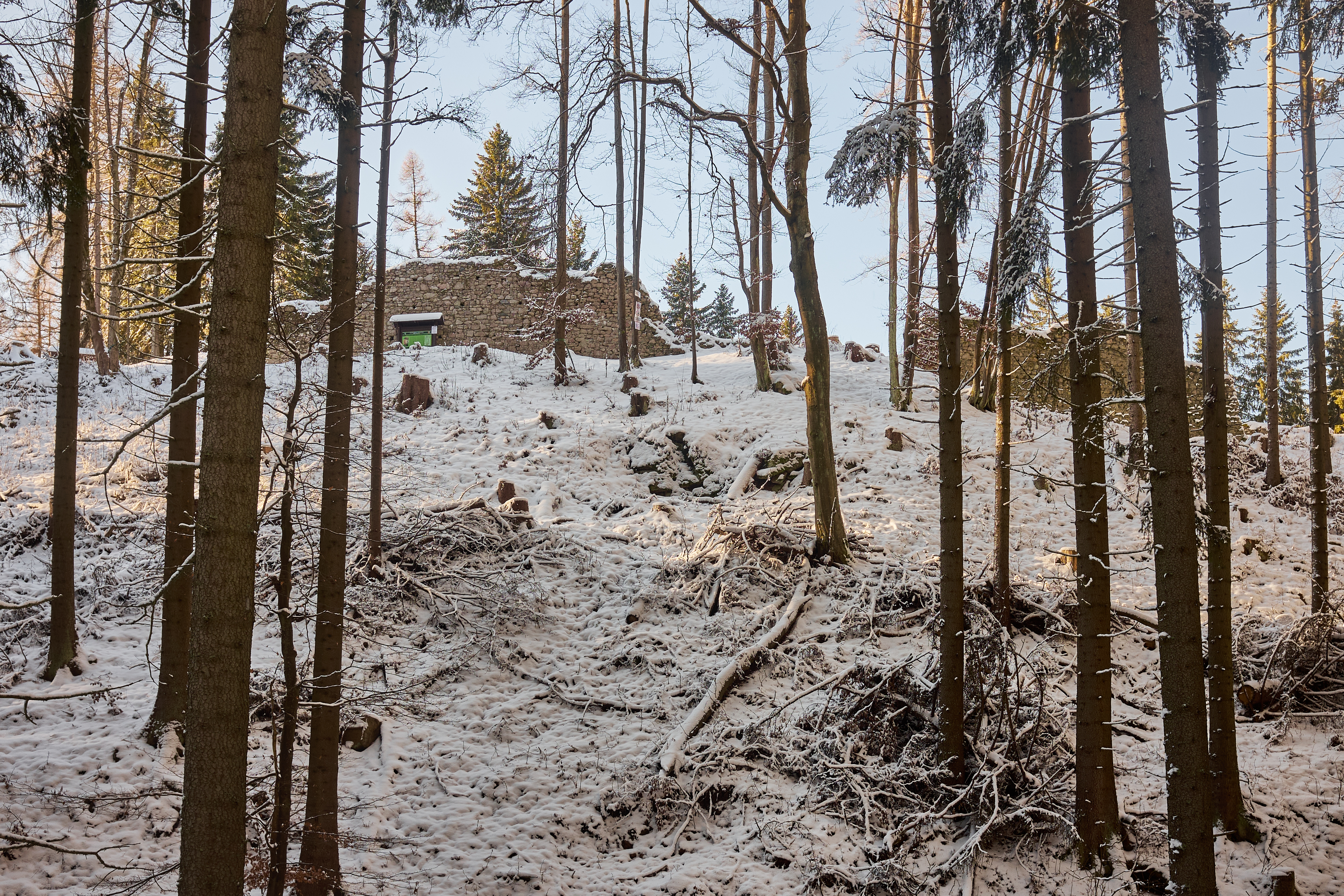
Torza parkánových hradeb
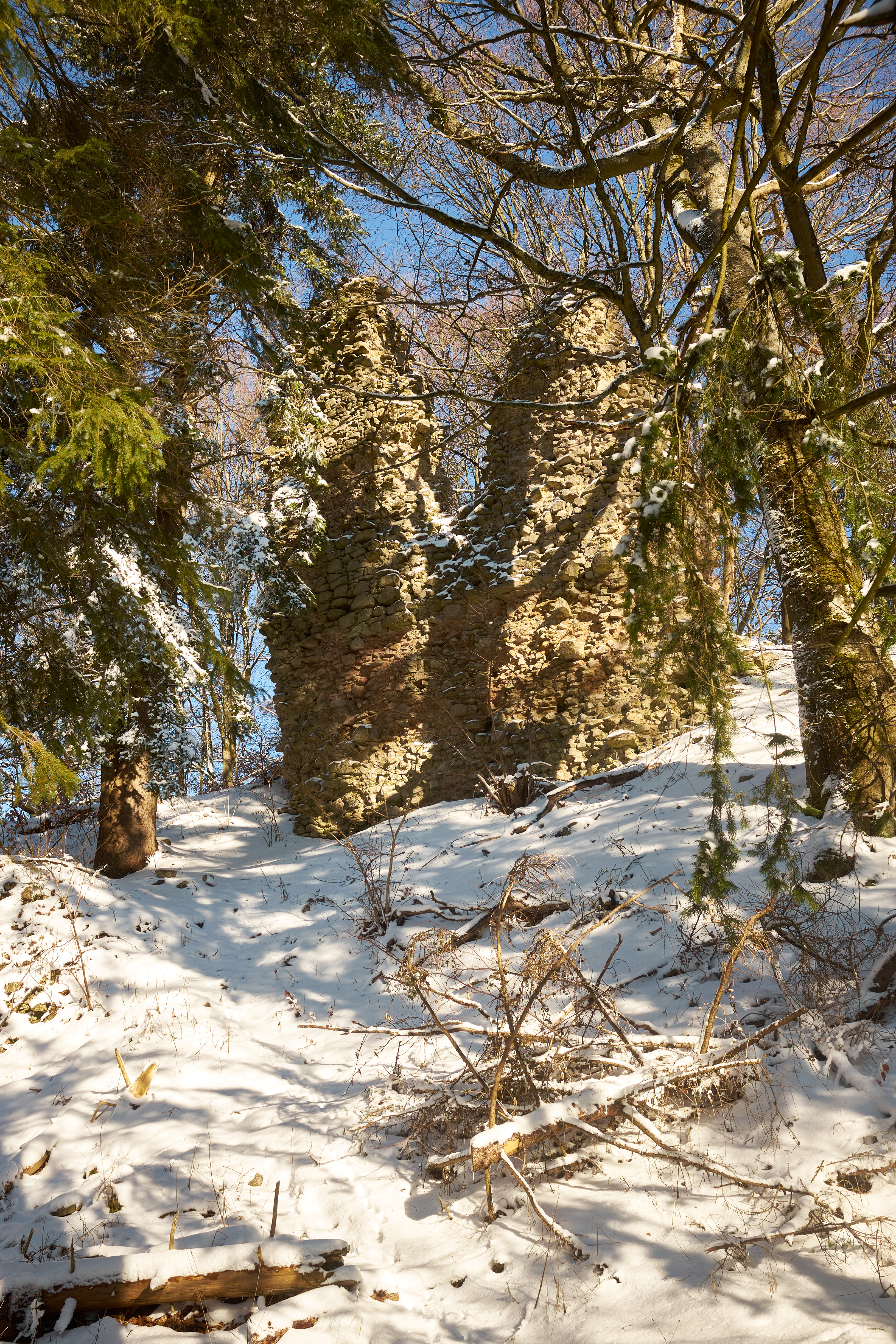
Torzo dvouprostorového věžovitého stavení
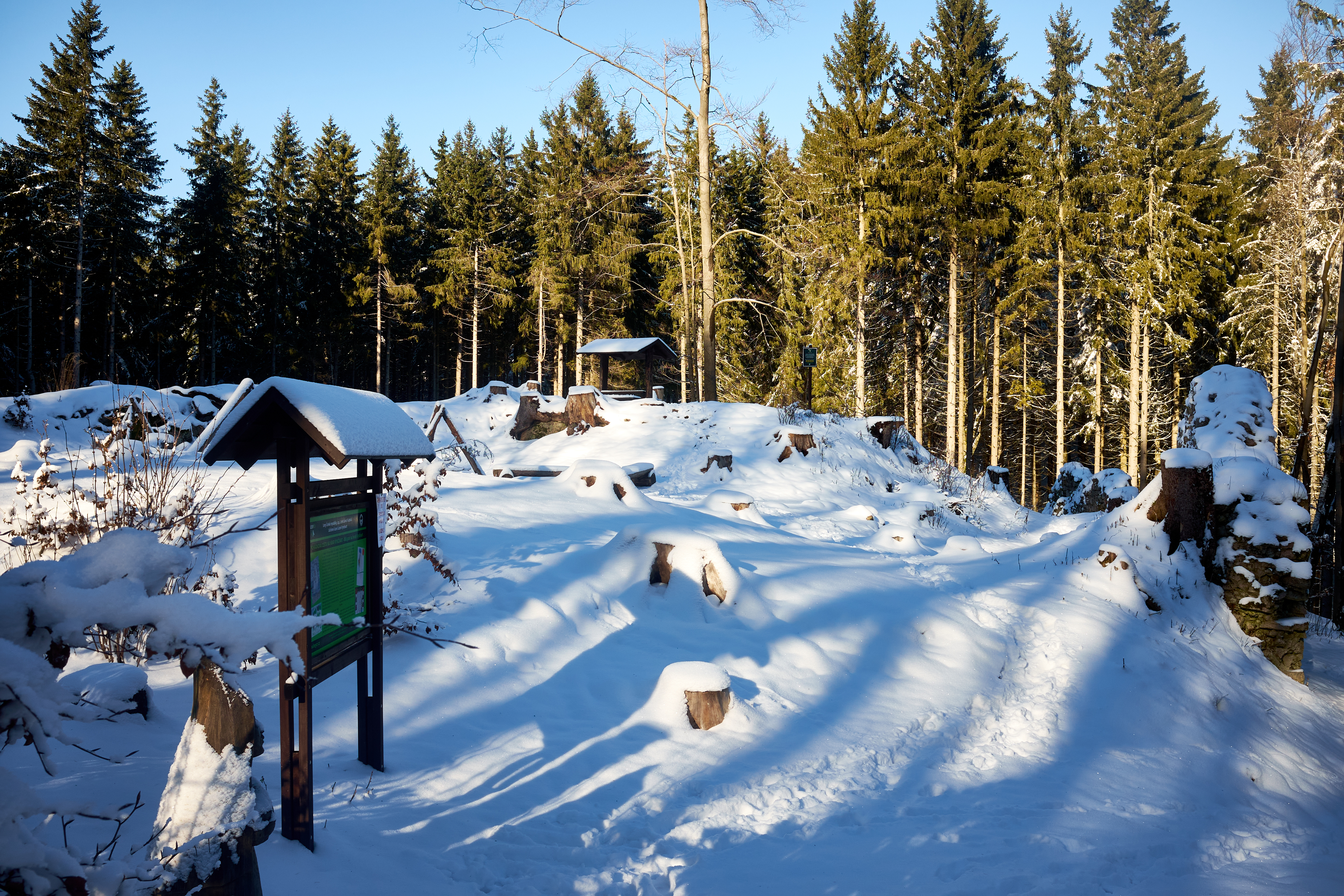
Pohled na předhradí
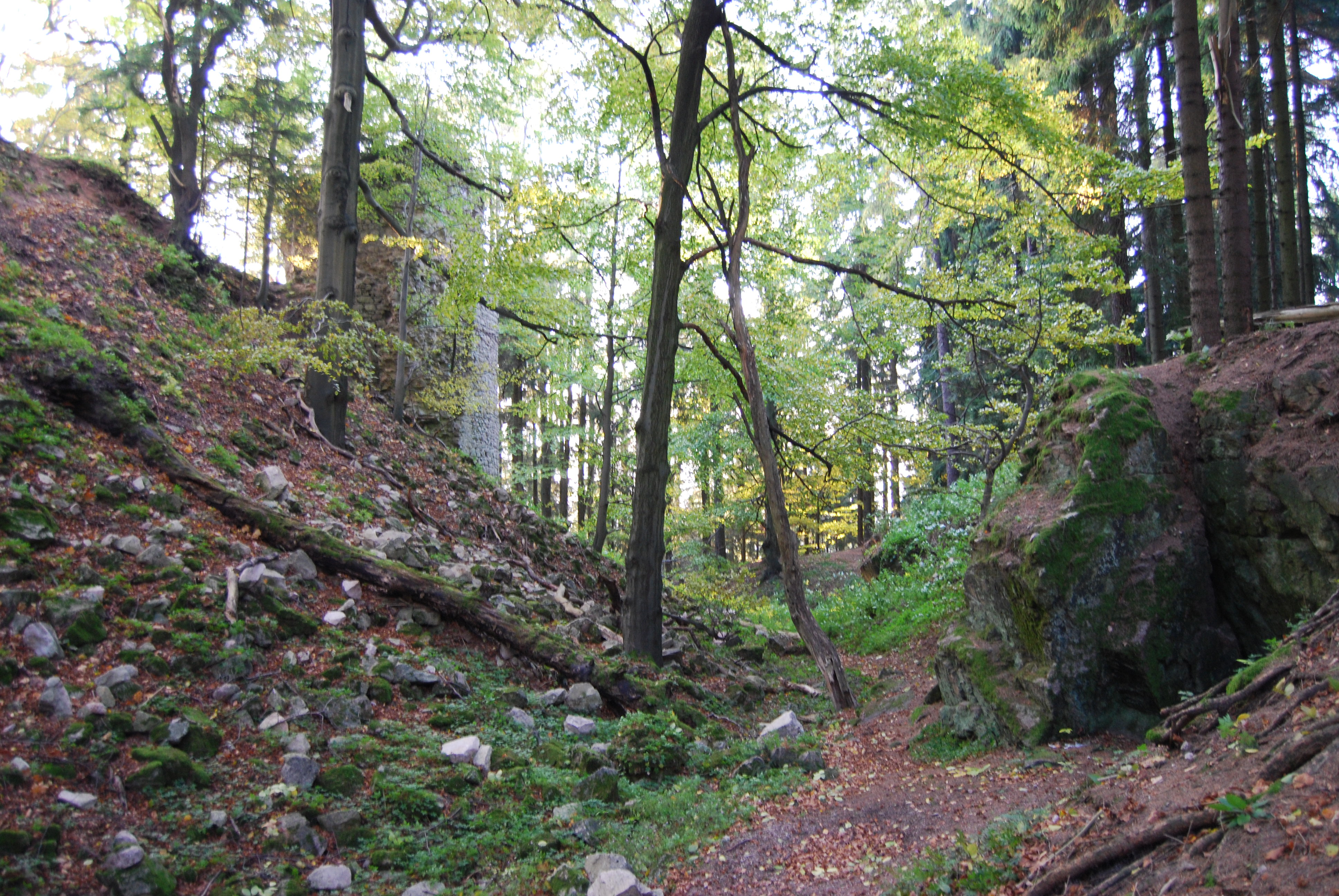
Hradní příkop
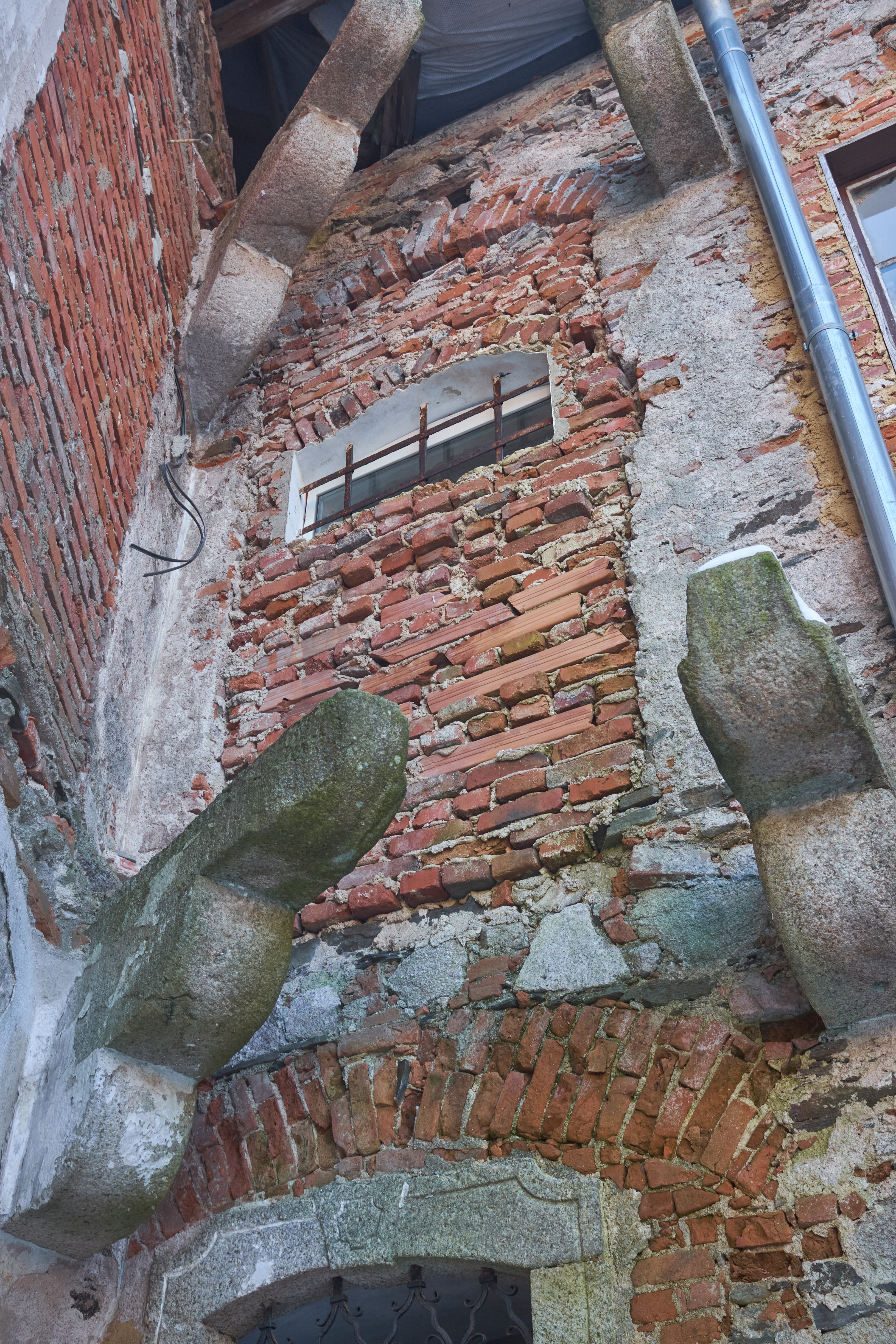
Krakorce na domu New York pocházející z hradu